# 河崎良行
河崎 良行（かわさき りょうこう、本名：かわさき よしゆき、1935年（昭和10年） - ）は、日本の彫刻家。徳島大学名誉教授。二紀会評議員。徳島県出身。徳島大学卒業。

## 経歴
- 1958年 - 徳島大学卒業。
- 1968年 - 東京藝術大学研究生修了。
- 1987年 - 第5回ヘンリー・ムーア大賞優秀賞受賞[1]。
- 1993年 - 第1回フジサンケイ・ビエンナーレ現代国際彫刻展特別賞受賞[1]。
- 1991年 - 第45回記念二紀展45回記念賞受賞受賞[1]。
- 1993年 - 長野市野外彫刻賞受賞。第47回二紀展文部大臣奨励賞受賞[1]。
- 1997年 - 第17回現代日本彫刻展受賞[1]。
- 2006年 - 徳島県文化賞受賞[1]。
- 2011年 - 徳島県美術家協会長就任。
- 2020年 - 瑞宝中綬章受章[2]。

## 主な作品
- 小便小僧 - 徳島県三好市。1969年作。当時4歳だった自身の息子がモデルとなっている[3]。
- 球形のフォーメイション - 山口県宇部市。